# Carl Andre

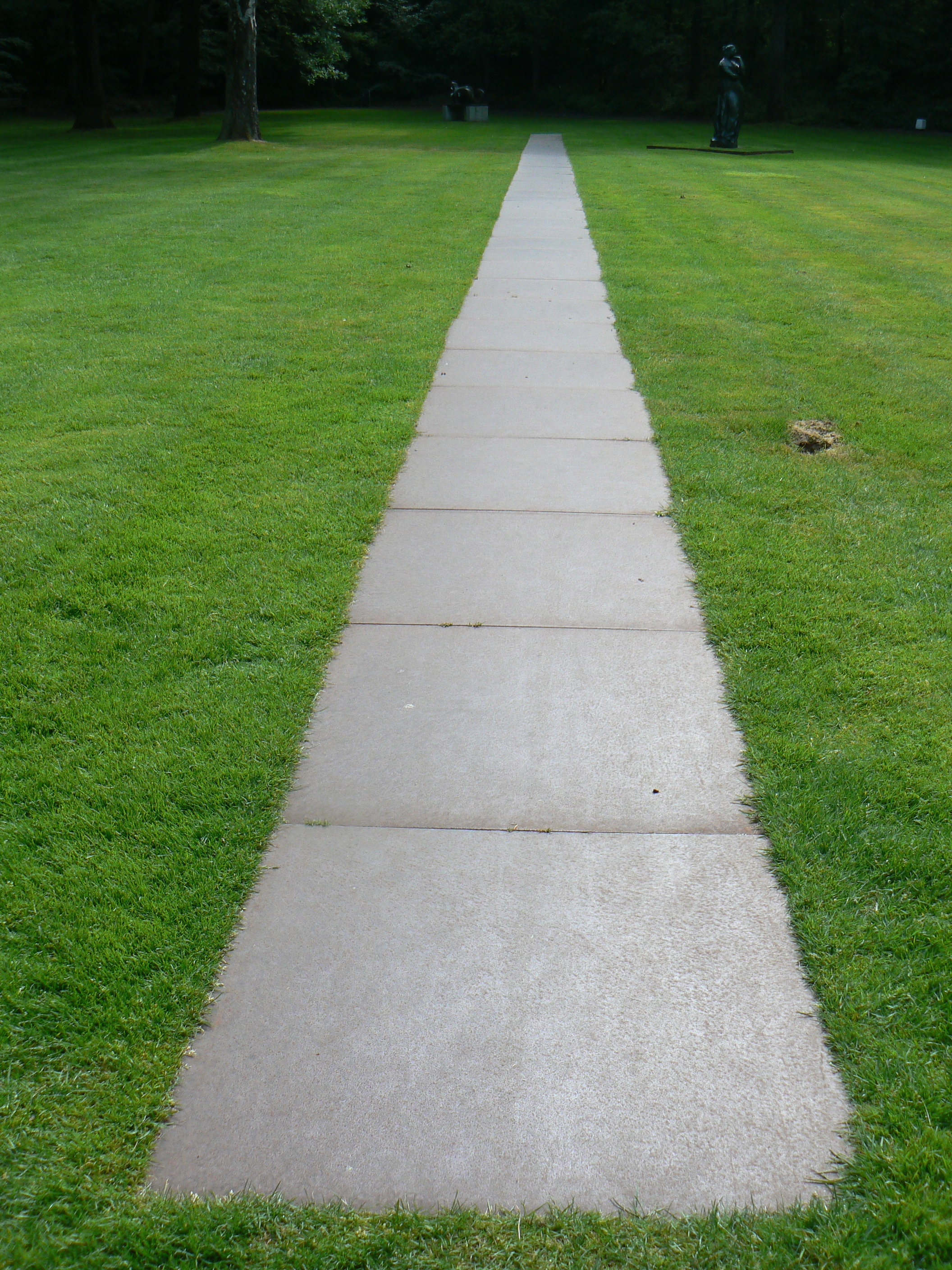
Praca 43 Roaring forty w Kröller-Müller Museum w Otterlo (1968)

Carl Andre (ur. 16 września 1935 w Quincy (Massachusetts), zm. 24 stycznia 2024 w Nowym Jorku) – amerykański rzeźbiarz, przedstawiciel minimalizmu.

## Życiorys
W latach 1951–1953 studiował w Phillips Academy w Andover (Massachusetts), następnie praktykował w pracowniach Patricka Morgana (1953) i Franka Stelli (1958).
Był oficerem wywiadu amerykańskiego. Od 1957 mieszkał w Nowym Jorku, gdzie pracował jako redaktor, a w latach 60. XX w. jako konduktor kolejowy.
Był twórcą elementarnych „biednych” struktur artystycznych, realizowanych w stylistyce arte povera.